# 휴 트레버-로퍼

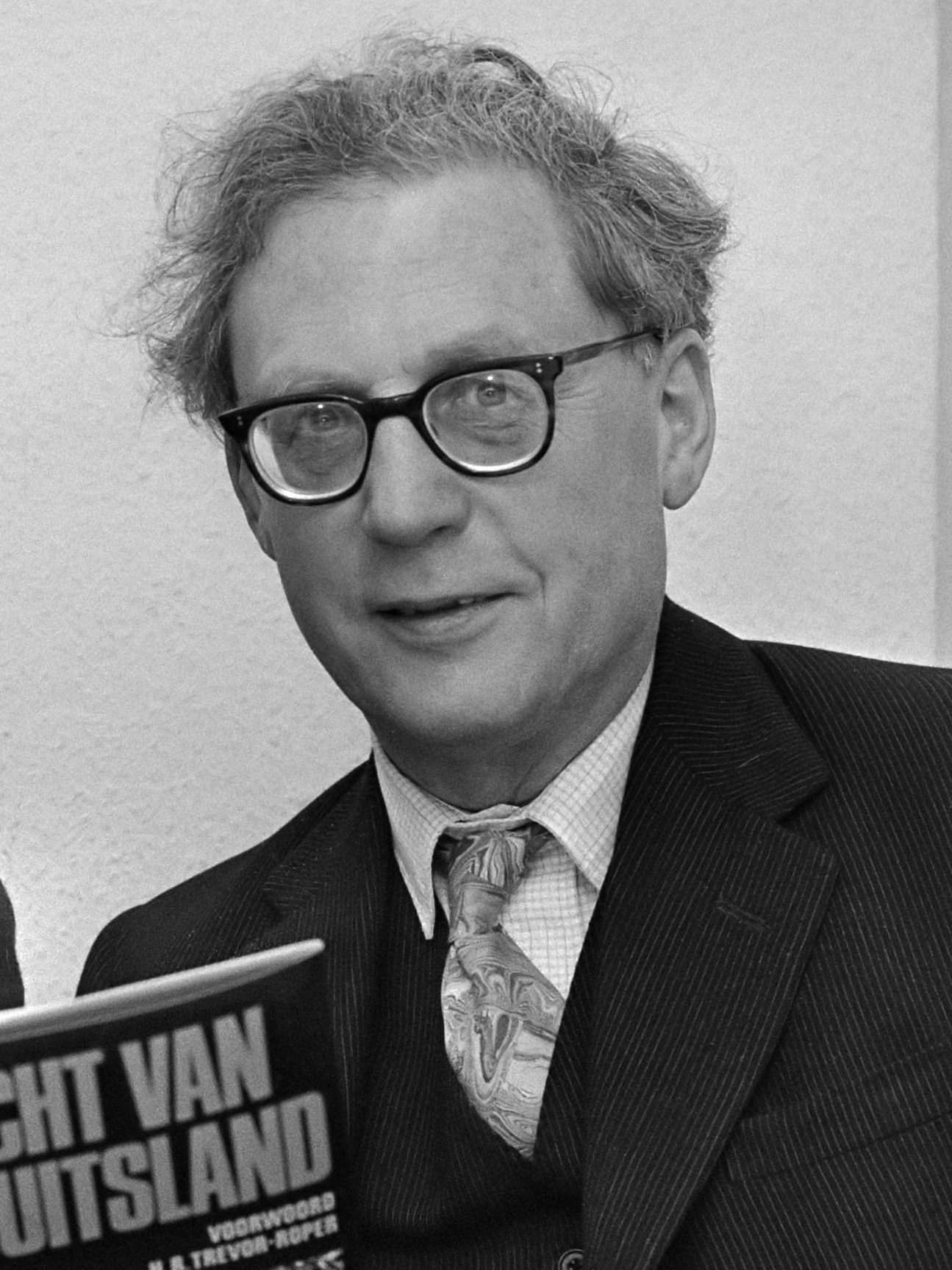

휴 트레버-로퍼(Hugh Trevor-Roper, 1914년 1월 15일 – 2003년 1월 26일)는 영국의 역사가이다. 그는 옥스포드 대학의 현대사 레지우스 교수였다.
트레버-로퍼는 다양한 역사적 주제에 대한 논객이자 수필가였다.
트레버-로퍼의 가장 널리 읽히는 책은 The Last Days of Hitler (1947)라는 제목이 붙었다. 다양한 증인과의 인터뷰와 남아 있는 문서에 대한 연구에서 그는 히틀러가 죽었고 베를린에서 탈출하지 못했다는 것을 보여주었다. 그는 또한 히틀러의 독재가 효율적으로 통합된 기계가 아니라 경쟁이 겹치는 뒤죽박죽이라는 것을 보여주었다.
트레버-로퍼의 명성은 1983년에 히틀러 일기가 위조로 판명되기 직전에 인증했을 때 심각하게 손상되었다.